# Skattmansöådalens naturreservat
Skattmansöådalen är ett naturreservat i Skattmansöåns dalgång och ligger på gränsen mellan Österunda socken i Enköpings kommun och Vittinge socken i Heby kommun.

## Allmänt
Reservatet bildades 1976 av länsstyrelserna i Uppsala och Västmanlands län. Vittinge socken hörde till sistnämnda län före den 1 januari 2007.
Reservatets nordligaste del, Högsveden, ingår i Heby kommun (Vittinge), medan det övriga reservatet ligger i Enköpings kommun (Österunda). Länsvägarna C-817 samt C-818 passerar reservatet och utgör samtidigt dess tillfartsvägar. Vid Ytterkvarn finns parkering. Platsen är bra som utgångspunkt.

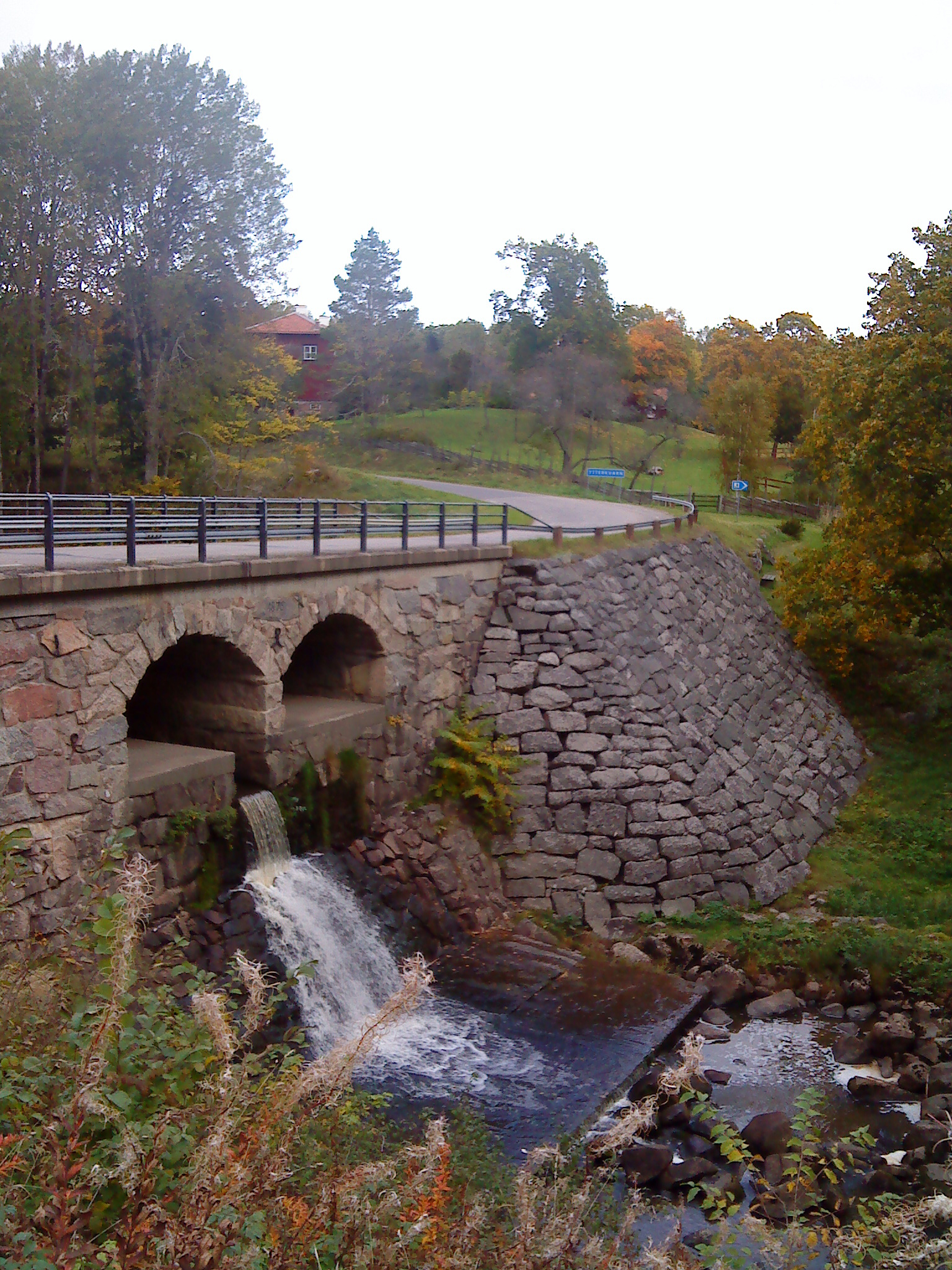
Ytterkvarns bro och väg C-817 i Skattmansöådalen

## Syfte
Att för framtiden bevara dalgångens karaktär av öppen odlingsbygd med däri ingående lämningar av kvarn- och järnbruksverksamhet. Reservatet skall hållas tillgängligt för friluftsliv, forskning och undervisning och som ett led i detta finns markerade leder inom reservatet. Upplandsleden går också genom reservatet.

## Skattmansöådalens fritidsanläggning
Fritidsanläggningen i reservatets nedre del har bland annat skidlift. Här ligger även Skattmansöstugan. Anläggningen drivs sedan 2000 av Skattmansöådalens förening.